# John Roper (Entdecker)
John Roper (* um 1822 in Gayton Thorpe, Norfolk, England; † 15. September 1895 in Merriwa, New South Wales, Australien) war ein Entdeckungsreisender und ein öffentlich Bediensteter. Roper nahm an der seiner ersten Australienexpedition von Ludwig Leichhardt in den Jahren von 1844 bis 1845 teil.
John Roper war der Sohn von Thomas Roper und seiner Frau Frances, geborene Nurse. Er wanderte nach Neuseeland aus und kam mit dem Schiff Bright Planet am 25. Januar 1843 in Sydney an. Roper war ein Teilnehmer an der ersten Expedition von Ludwig Leichhardt in den Jahren 1844 bis 1845, die den australischen Kontinent von Jimbour nach Port Essington durchquerte. Roper war unerfahren, ging Risiken ein und verirrte sich mehrfach in weglosem Gelände. Er ging mit dem stellvertretenden Expeditionsleiter John Gilbert konform und wandte sich gegen den Führungsstil von Leichhardt. Am 28. Juni 1845 wurde er bei einem Überfall von Aborigines schwer verletzt und verlor ein Augenlicht. In Sydney zurückkehrt, erhielt er für seine Expeditionsteilnahme in Sydney 175 Pfund.
Von 1847 bis 1853 Roper war Verwaltungsangestellter in Albury und auch Postmeister und Registrator. Er erwarb Land in und bei Albury und wurde am 1. Juli 1857 zum Magistrat ernannt und später in den Rat der Stadt gewählt. Er bekleidete weitere ehrenamtliche Ämter. 1862 wurde er zum Bürgermeister von Albury gewählt.
Als er am 29. Oktober für zahlungsunfähig erklärt wurde, musste er zurücktreten. Am 9. April 1868 wurde er Inspektor für Schafe in Merriwa.
1884 wurde Roper von der Geographical Society of Australasia aufgefordert, über seine Erfahrungen im Verlauf der Expedition von Leichhardt zu berichten. Dieser Aufforderung kam er nicht nach. John Frederick Mann verfasste im Jahr 1888 seinen Bericht Eight Months with Dr. Leichhardt in the Years 1846-47 über die zweite Expedition von Leichhardt. Daraufhin äußerte sich Roper dahingehend, dass es unter seiner Würde sei, gegen Bezahlung über Leichhardt zu berichten.

## Ehrungen
Leichhardt benannte den Roper Peak in der Peak Range und den Roper River nach ihm.